# Parlamento da Dinamarca
O Parlamento Dinamarquês (em dinamarquês:  Folketinget, [ˈfʌlɡ̊ətˢeŋˀð]; lit. Assembleia do Povo) é o poder legislativo unicameral da Dinamarca. Estabelecido em 1849, até 1953 o Folketing era a câmara baixa do parlamento bicameral, chamada de Rigsdag; a câmara alta era chamada de Landsting. Está localizado no Palácio de Christiansborg na ilha de Slotsholmen, em Copenhague.
O Folketing aprova leis, indica o gabinete, e supervisiona o trabalho do mesmo. É responsável também por aprovar os orçamentos e contas do estado. Conforme a Constituição Dinamarquesa, o parlamento compartilha seu poder com o monarca reinante, porém na prática, o papel do monarca se resume a assinar as leis aprovadas pela legislatura; o que deve ser feito em no máximo 30 dias.
O Parlamento consiste em 179 representantes; 175 da Dinamarca, 2 da Groelândia e 2 representantes das Ilhas Faroé. As eleições gerais acontecem a cada quatro anos, mas dentro dos poderes do Primeiro Ministro está o direito de pedir que o monarca antecipe as mesmas antes do prazo estabelecido. No voto de desconfiança, o Folketing pode forçar um único ministro, ou todo o governo, a renunciar.
Os membros são eleitos democraticamente por proporção: 135 pelo método D'Hondt e 40 membros pelo método de Sainte-Laguë. O sistema político dinamarquês tem tradicionalmente gerado coalizões. A maioria dos governos pós-guerra tem sido de minorias governando com o apoio de partidos não-governamentais. A última eleição geral foi realizada em 18 de junho de 2015, tento o parlamento voltado a se reunir no dia 6 de outubro, com a sessão inaugural contando com a presença da rainha Margarida II.

## História
De 1849 a 1953, o Folketing foi uma das duas casas do parlamento bicameral, e era chamado de Rigsdag; sendo a outra a Landsting. Uma vez que as duas casas tinham poderes iguais, o termo "câmara alta" e "câmara baixa", não eram utilizadas geralmente. A diferença entre as duas casas era a representação eleitoral.

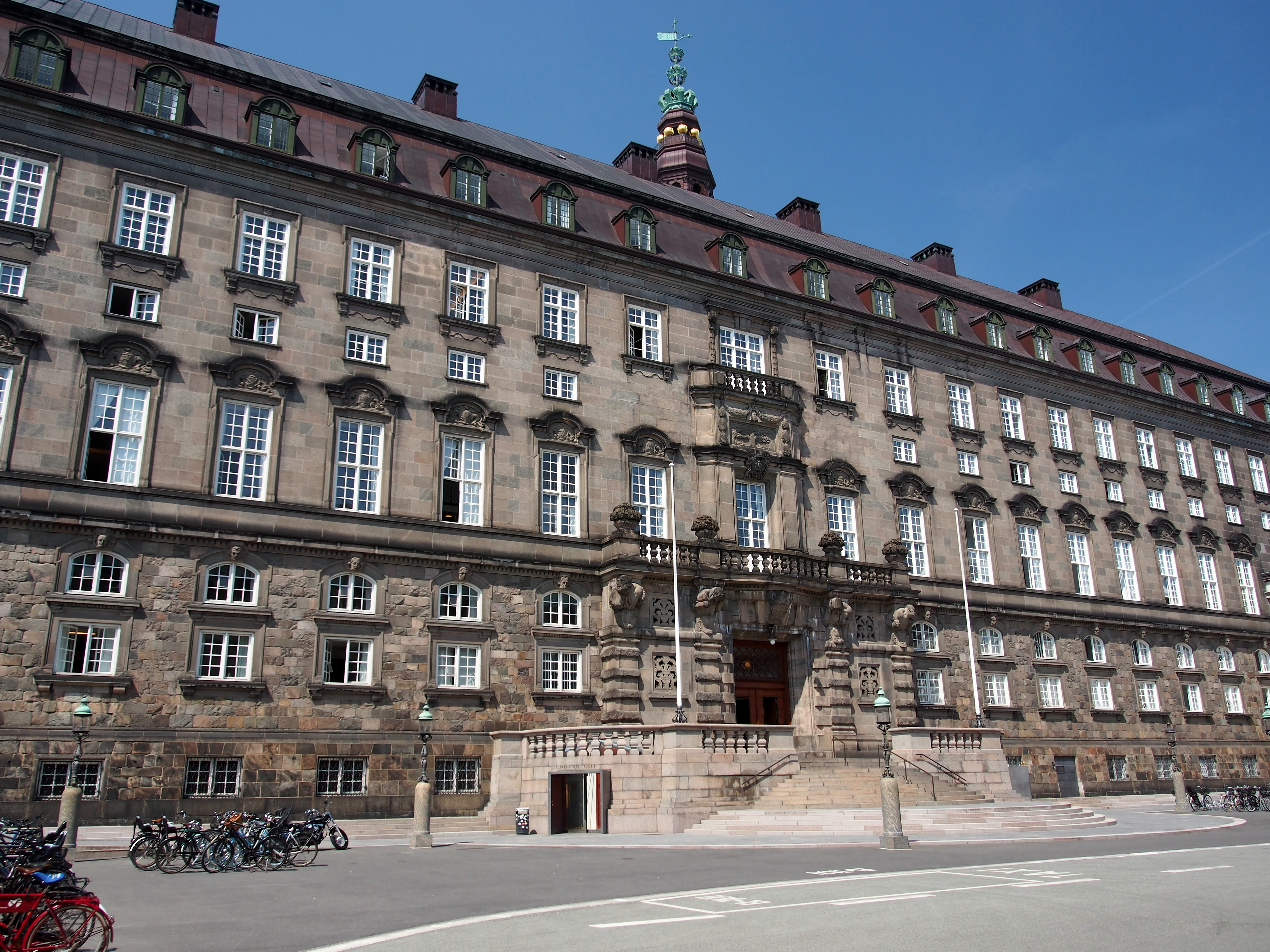
Palácio de Christiansborg, sede do Folketing desde 1849.

O Folketing era eleito por voto comum de homens e era constituído principalmente de agricultores, comerciantes e mercadores, como as classes "educadas". De 1866 a 1915, o direito ao voto para o Landsting era restrito aos mais ricos, e alguns membros desta câmara, eram indicados pelo próprio rei. Representavam predominantemente a nobreza e os conservadores. Desde 1915, homens e mulheres passaram a ter direito ao voto para as duas casas; mesmo o Landsting tendo sido eleito pelo voto comum, continuava a ter um limite de idade superior ao Folketing. Durante as décadas seguintes a estas mudanças, as decisões legislativas foram tomadas principalmente no Folketing, e o Landsting passou a ser considerado "um selo de borracha supérfluo".
Em 1953, uma revisão da constituição foi adotada pelo voto popular. Entre as alterações, estava a extinção do Landsting e a introdução de um parlamento unicameral, conhecido unicamente como Folketing. O Palácio de Christinasborg, é a sede do parlamento desde 1849. O palácio está localizado no coração de Copenhaga.